# Rue Mariotte
La rue Mariotte est une voie du 17e arrondissement de Paris, en France.

## Situation et accès
La rue Mariotte est une voie publique située dans le 17e arrondissement de Paris. Elle débute au 54, rue des Dames et se termine au 19, place Richard-Baret.
La rue est située dans le quartier où ont été groupés des noms de savants.

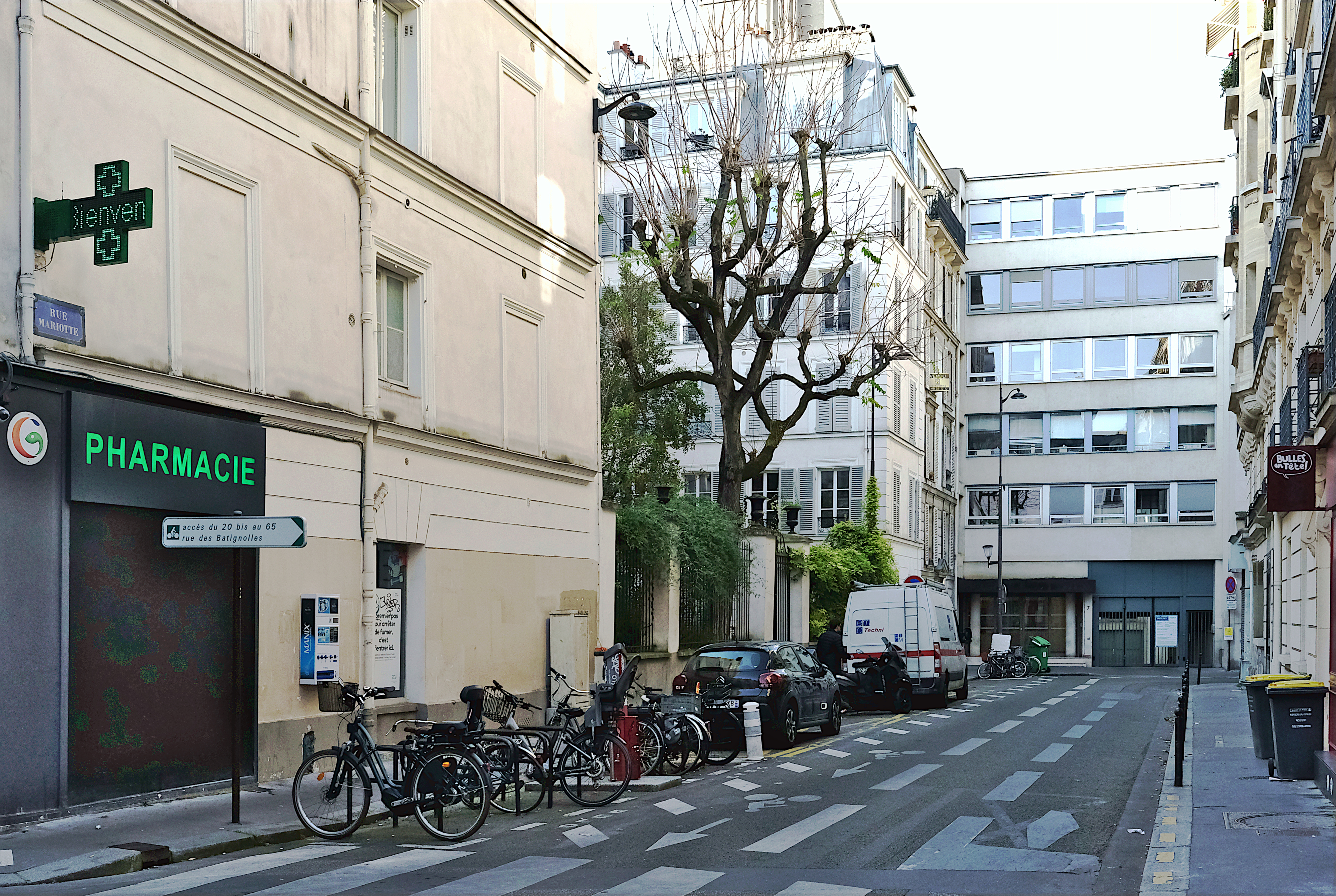
La rue vue de la rue des Dames..
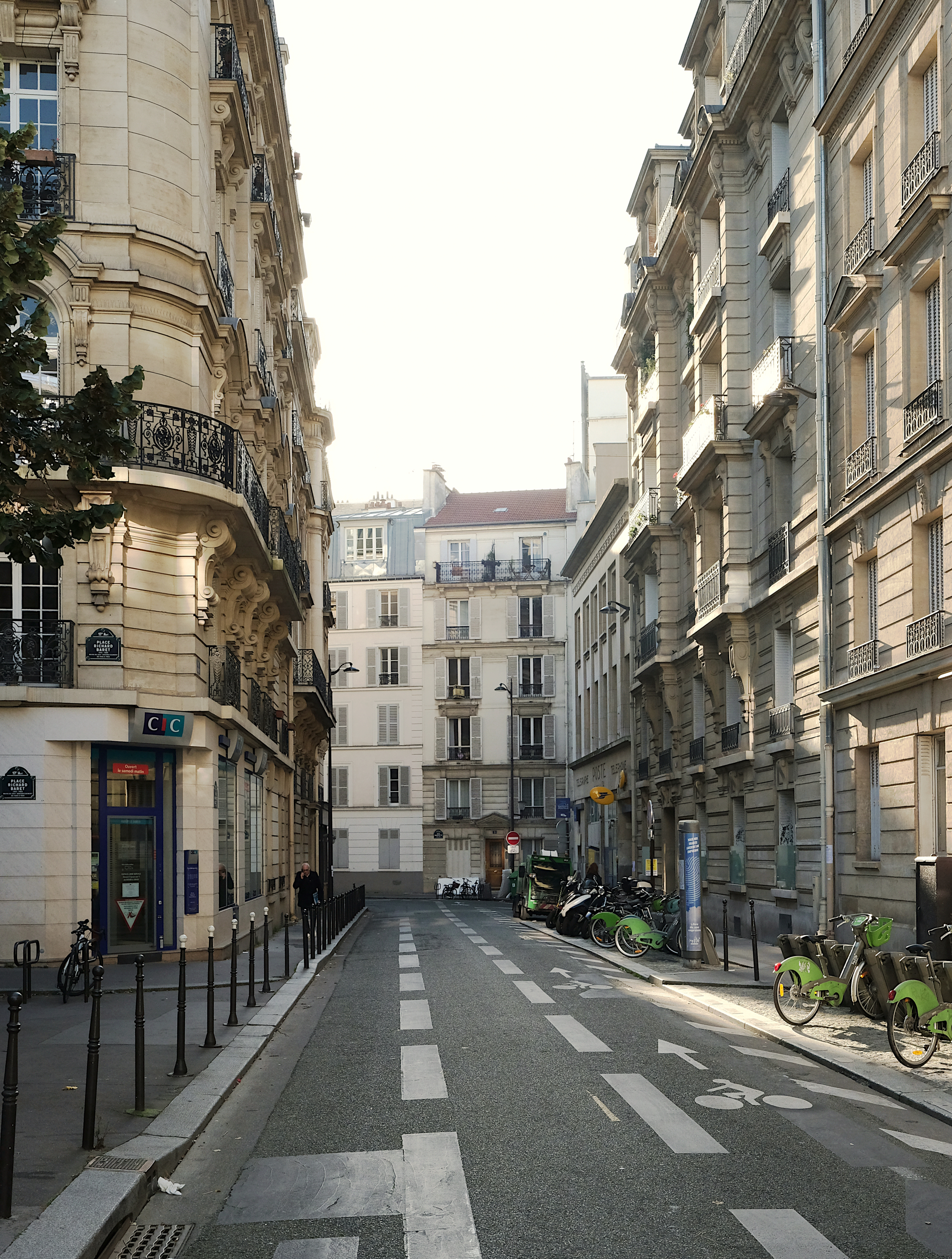
La rue vue de la place Richard-Baret.

## Origine du nom
Elle porte le nom du physicien français Edme Mariotte (1620-1684).

## Historique
Cette voie de l'ancienne commune des Batignolles qui portait le nom de « petite rue de l'Église » à cause de l'église qui lui est proche, a été classée dans la voirie de Paris en 1863 avant de recevoir par un décret du 24 août 1864 sa dénomination actuelle.